# Sameodes abstrusalis
Sameodes abstrusalis är en fjärilsart som beskrevs av Moore 1888. Sameodes abstrusalis ingår i släktet Sameodes och familjen Crambidae. Inga underarter finns listade i Catalogue of Life.